# 後藤良
後藤 良（ごとう りょう、1973年5月9日 - ）は、秋田県を拠点に活動する日本のダンサー、スポーツインストラクター、ローカルタレント、秋田市議会議員（第1期）。秋田市手形山南町在住。

## 来歴
秋田県仙北郡仙北町（現・大仙市）出身。
秋田県立大曲高等学校を卒業後、東京都内にスタジオを構えるダンサーたちに師事してダンスの経験を積む。またカポエイラにも着目し、1995年からカポエイラ・ヘジョナル・ジャパン (Capoeira Regional Japão) の創設者である矢部良に師事。ブラジル本部での修行などを経て、2003年にカポエイラのインストラクターに認定される。
カポエイラ普及活動のため、2004年に秋田へ帰郷。同年9月にカポエイラ・ヘジョナル・ジャパン秋田を設立し、以来同県や東北地方での普及に努めている。また、秋田のスポーツ振興と文化振興を今後の目標とし、そのための第一歩としてローカルタレントへの道も歩む。テレビ出演は秋田朝日放送の番組がメインで、『サタナビっ!』（2006年7月 - 2018年11月）や『スーパーJチャンネル トレタテ!』（2011年10月 - 2018年3月）でレギュラーリポーターを務めていた。
長年出演していた『サタナビっ!』を2018年11月に卒業した後、2019年4月の秋田市議会議員選挙に無所属・新人で立候補。4,682票を獲得し、トップ当選を果たした。
プライベートでは3児の父。